# Cyphomyia orientalis
Cyphomyia orientalis är en tvåvingeart som beskrevs av Kertesz 1914. Cyphomyia orientalis ingår i släktet Cyphomyia och familjen vapenflugor.
Artens utbredningsområde är Taiwan. Inga underarter finns listade i Catalogue of Life.